# Operação Placebo
Operação Placebo foi uma operação da Polícia Federal (PF) deflagrada em maio de 2020 no estado do Rio de Janeiro, com objetivo de aprofundar as investigações sobre a existência de um esquema de corrupção envolvendo uma organização social contratada para a instalação de hospitais de campanha e servidores da cúpula da gestão do sistema de saúde do estado. Um dos alvos da operação foi o então governador Wilson Witzel, que foi afastado do cargo.
A PF cumpriu 12 mandados de busca e apreensão em vários endereços no Rio de Janeiro e em São Paulo. As equipes foram ao Palácio das Laranjeiras, residência oficial do governador do estado, Wilson Witzel, e à casa onde ele morava antes de ser eleito, no bairro Grajaú.

## Contexto
A organização social Iabas foi contratada de forma emergencial pelo governo do RJ para construir e administrar sete hospitais de campanha, em contrato no valor de 835 milhões de reais, cercado por irregularidades, segundo investigadores. A operação foi autorizado pelo Superior Tribunal de Justiça (STJ).